# Kees Krijgh (football, 1950)
Ne pas confondre avec son oncle Cornelis Krijgh, également surnommé « Kees », et international néerlandais à trois reprises.
Pour les articles homonymes, voir Kees Krijgh.
Cornelus Kees Krijgh, né le 13 février 1950 à Bois-le-Duc, est un joueur de football néerlandais, qui évoluait comme milieu de terrain ou défenseur. Il est surtout connu pour les sept saisons qu'il passe au PSV Eindhoven, club avec lequel il remporte trois fois le championnat, deux fois la Coupe et une fois la Coupe UEFA. Il met un terme à sa carrière en 1984, et quitte le football de haut niveau.

## Carrière
Kees Krijgh effectue sa formation dans les équipes de jeunes du BVV Barendrecht, qu'il quitte en 1969 pour rejoindre le NEC Nimègue en Eredivisie, le plus haut niveau du football néerlandais. En janvier 1971, il signe à De Graafschap, en Eerste Divisie, où il reste jusqu'au terme de la saison. Il joue ensuite une saison au FC Den Bosch, puis est transféré par le PSV Eindhoven en 1972, où il va passer la majeure partie de sa carrière.
Il remporte son premier trophée avec le PSV en décrochant la Coupe des Pays-Bas 1974. La saison suivante, il est sacré pour la première fois champion des Pays-Bas, tout en atteignant les demi-finales de la Coupe des vainqueurs de coupe. Il honore ses deux seules capes internationales avec l'équipe nationale en 1975, contre la Pologne et l'Italie.
En Coupe des clubs champions l'année suivante, il atteint à nouveau les demi-finales. Il réalise également le doublé championnat-Coupe la même année, signant une deuxième victoire dans chacune de ces compétitions. Après une année sans titre, Kees Krijgh remporte un troisième titre avec le PSV en 1978, et participe activement au succès de ses couleurs en Coupe UEFA, la première, et à ce jour la seule, victoire du club d'Eindhoven dans la compétition. 
En 1979, il quitte les Pays-Bas et signe au Cercle de Bruges, un club belge qui vient de remonter en première division. Son engagement sur le terrain en fait rapidement une des coqueluches du public, et il obtient le « Pop-Poll d'Echte », récompensant le meilleur joueur de l'année élu par les supporters.
Kees Krijgh rentre aux Pays-Bas en 1981 après deux saisons au Cercle de Bruges, et signe un contrat avec le club Willem II. Il joue encore trois saisons avec le club de Tilbourg, puis met un terme à sa carrière en 1984 à la suite d'une grave blessure qui l'éloigne des terrains durant un an. Il quitte en même temps le monde du football professionnel.

## Palmarès
- Trois fois champion des Pays-Bas en 1975, 1976 et 1978 avec le PSV Eindhoven
- Deux fois vainqueur de la Coupe des Pays-Bas en 1974 et 1976 avec le PSV Eindhoven
- Vainqueur de la Coupe UEFA en 1978 avec le PSV Eindhoven
- Lauréat du « Pop-Poll d'Echte » en 1980 avec le Cercle de Bruges

## Statistiques
| Saison                | Club                  | Championnat           | Championnat | Championnat | Coupe(s) nationale(s) | Coupe(s) nationale(s) | Compétition(s) continentale(s) | Compétition(s) continentale(s) | Compétition(s) continentale(s) | Pays-Bas | Pays-Bas | Total | Total |
| Saison                | Club                  | Division              | M.          | B.          | M.                    | B.                    | Comp.                          | M.                             | B.                             | M.       | B.       | M.    | B.    |
| 1969-1970             | NEC Nimègue           | Eredivisie            | 18          | 0           | -                     | -                     | -                              | -                              | -                              | 0        | 0        | 18    | 0     |
| 1970-1971             | NEC Nimègue           | Eredivisie            | 5           | 0           | -                     | -                     | -                              | -                              | -                              | 0        | 0        | 5     | 0     |
| Sous-total            | Sous-total            | Sous-total            | 23          | 0           | -                     | -                     | -                              | -                              | -                              | 0        | 0        | 23    | 0     |
| 1970-1971             | De Graafschap         | Eerste Divisie        | -           | -           | -                     | -                     | -                              | -                              | -                              | 0        | 0        | 0     | 0     |
| Sous-total            | Sous-total            | Sous-total            | -           | -           | -                     | -                     | -                              | -                              | -                              | 0        | 0        | 0     | 0     |
| 1971-1972             | FC Den Bosch          | Eredivisie            | 32          | 0           | -                     | -                     | -                              | -                              | -                              | 0        | 0        | 32    | 0     |
| Sous-total            | Sous-total            | Sous-total            | 32          | 0           | -                     | -                     | -                              | -                              | -                              | 0        | 0        | 32    | 0     |
| 1972-1973             | PSV Eindhoven         | Eredivisie            | 34          | 2           | -                     | -                     | -                              | -                              | -                              | 0        | 0        | 34    | 2     |
| 1973-1974             | PSV Eindhoven         | Eredivisie            | 22          | 0           | -                     | -                     | -                              | -                              | -                              | 0        | 0        | 22    | 0     |
| 1974-1975             | PSV Eindhoven         | Eredivisie            | 32          | 2           | -                     | -                     | C2                             | -                              | -                              | 0        | 0        | 32    | 2     |
| 1975-1976             | PSV Eindhoven         | Eredivisie            | 34          | 0           | -                     | -                     | C1                             | -                              | -                              | 2        | 0        | 36    | 0     |
| 1976-1977             | PSV Eindhoven         | Eredivisie            | 25          | 1           | -                     | -                     | C1                             | -                              | -                              | 0        | 0        | 25    | 1     |
| 1977-1978             | PSV Eindhoven         | Eredivisie            | 31          | 0           | -                     | -                     | C3                             | -                              | -                              | 0        | 0        | 31    | 0     |
| 1978-1979             | PSV Eindhoven         | Eredivisie            | 31          | 2           | -                     | -                     | C1                             | -                              | -                              | 0        | 0        | 31    | 2     |
| Sous-total            | Sous-total            | Sous-total            | 209         | 7           | -                     | -                     | -                              | 32                             | 1                              | 2        | 0        | 243   | 8     |
| 1979-1980             | Cercle Bruges KSV     | Division 1            | 31          | 2           | 4                     | 0                     | -                              | -                              | -                              | 0        | 0        | 35    | 2     |
| 1980-1981             | Cercle Bruges KSV     | Division 1            | 30          | 2           | 1                     | 0                     | -                              | -                              | -                              | 0        | 0        | 31    | 2     |
| Sous-total            | Sous-total            | Sous-total            | 61          | 4           | 5                     | 0                     | -                              | -                              | -                              | 0        | 0        | 66    | 4     |
| 1981-1982             | Willem II             | Eredivisie            | 30          | 2           | -                     | -                     | -                              | -                              | -                              | 0        | 0        | 30    | 2     |
| 1982-1983             | Willem II             | Eredivisie            | 33          | 0           | -                     | -                     | -                              | -                              | -                              | 0        | 0        | 33    | 0     |
| 1983-1984             | Willem II             | Eredivisie            | 0           | 0           | -                     | -                     | -                              | -                              | -                              | 0        | 0        | 0     | 0     |
| Sous-total            | Sous-total            | Sous-total            | 63          | 2           | -                     | -                     | -                              | -                              | -                              | 0        | 0        | 63    | 2     |
| Total sur la carrière | Total sur la carrière | Total sur la carrière | 388         | 13          | 5                     | 0                     | -                              | 32                             | 1                              | 2        | 0        | 427   | 14    |